# Urtext
Als Urtext bezeichnet man die Urfassung eines Textes oder eines größeren Werkes, insbesondere aus der Antike oder den frühen Hochkulturen. Im Zusammenhang mit Übersetzungen bezeichnet Urtext den Wortlaut in der Ausgangssprache. Bei der Edition musikalischer Werke ist die Frage nach dem Urtext von zentraler Bedeutung.
Die Bezeichnungen Urtext und Original werden von den meisten Textwissenschaften heute gemieden und durch präzisere Begriffe wie Autograph oder Archetyp ersetzt. Mit Archetyp wird in der Editionswissenschaft die ursprünglichste, mit Hilfe der stemmatologischen Methode rekonstruierbare Textstufe bezeichnet.

## Urfassung literarischer Werke und religiöser Schriften
Vom Urheber selbst angefertigte oder kontrollierte Niederschriften (Manuskripte, Autographen) sind aus früheren Jahrhunderten nur selten erhalten. Die Rekonstruktion von ursprünglicheren Fassungen aus späteren Abschriften ist Aufgabe der Textkritik. Von der Vorstellung autorisierter, authentischer Urtexte für frühe Kulturepochen hat man sich verabschieden müssen. Vor der Entwicklung des modernen Autorbegriffs wurden keine Texte produziert, die als unveränderliche, fertige Werke galten.
Die Forschung nach Urtexten hat sich historisch zuerst bei kulturell kanonischen Texten (Homer, Alexandrinische Schule) und den kultisch sanktionierten Schriften der großen Buchreligionen (zum Beispiel masoretischer Text des Tanach) entwickelt. Sie ist bis heute bei religiösen Schriften wichtig, weil besonders hier die Vorstellung von göttlicher Offenbarung und der unangreifbaren Einsetzung von Glaubenslehren und religiösen Geboten sich in der Vorstellung von „echten“ Texten konkretisiert. Aus der „Richtigkeit“ und „Authentizität“ von Texten und Textfassungen leiten sich für Glaubensgemeinschaften manche Konsequenzen für den Glauben oder für historische Querverbindungen ab (siehe zum Beispiel Lukanisches Datum).
Im Islam herrscht die Vorstellung vor, dass der Koran das unverändliche Wort Gottes sei, das dem Propheten Mohammed vom Erzengel Gabriel wörtlich diktiert wurde. Die meisten Korangelehrten lehnen daher die Anwendung historisch-kritischer Methoden auf den Korantext ab. Die Frage nach einem Urtext des Korans ist für gläubige Muslime unverständlich.
Bei profanen Texten der Frühzeit (Geschichtsschreibung, Dichtung) haben sich im Laufe des 20. Jahrhunderts neue Modelle herausgebildet (zum Beispiel New Philology), die nicht mehr von einem verbindlichen Original ausgehen, sondern nach der jeweiligen Funktion der verschiedenen Textfassungen fragen. Am Beispiel der Goetheforschung hat sich gezeigt, dass bei umfangreichen Werken für kritische Gesamtausgaben große Probleme zu bewältigen sind.

## Problem bei Übersetzungen
Mit „die Bibel im Urtext lesen“ ist zumeist gemeint: das Alte Testament in hebräischer Sprache lesen, das Neue Testament in griechischer Sprache lesen. Davon zu unterscheiden ist die Suche nach einem „Urtext“ der biblischen Bücher im Sinne einer zu rekonstruierenden originalen, ersten Textfassung (vgl. voriger Abschnitt). Irrtümlich wird manchmal der lateinische Text der Bibel als „Urtext“ bezeichnet.
Bei der Übersetzung von Werken aus frühen Kulturen in heutige Sprachen ist eine Kooperation zwischen kulturgeschichtlichen Fächern (zum Beispiel Archäologie) und den Sprachforschern unerlässlich für eine sinngemäße Übertragung.

## Urtext bei musikalischen Werken
In Bezug auf Musikwerke wird der Begriff Urtext für Ausgaben verwendet, die nach wissenschaftlichem Vergleich der Quellen (zum Beispiel Autographen) erstellt werden und versuchen, der Intention des Komponisten möglichst nahezukommen. Ob eine textkritische oder gar spielpraktische Bearbeitung des Notentextes stattgefunden hat, geht aus der Bezeichnung Urtext nicht hervor. Oft suggeriert der Begriff Urtext, dass es eine bestimmte erste Fassung des Musikwerkes gebe, die detailgenau erschlossen worden sei. Aus kommerziellen Gründen wird heute manchmal die Bezeichnung Urtext auch dann verwendet, wenn die Kriterien hierfür nicht erfüllt sind.
Es ist in vielen Fällen schwer oder unmöglich, editorische Entscheidungen allgemeingültig zu treffen: Ist der Erstdruck glaubwürdiger als das Autograph? Hat der Verleger den Notentext korrumpiert? Ist der Druck eine zwar überarbeitete, aber vom Komponisten autorisierte Fassung? Schon bei solchen allgemeinen Fragen kann es zu unterschiedlichen Beurteilungen kommen, auch wenn Hintergrundinformationen zum Entstehungsprozess des Werkes sorgfältig berücksichtigt wurden. Weitere Zweifel ergeben sich bei den Details des Notentextes. Für den Begriff kritische Edition spricht in diesem Zusammenhang, dass er auf das wissenschaftliche Verfahren und auf die Notwendigkeit editorischer Entscheidungen hinweist. Gleichwohl hat sich der Begriff Urtext etabliert.
Es liegt auf der Hand, dass der kritische editorische Prozess der Dokumentation bedarf. Hierzu gehören die lückenlose Darstellung der Entscheidungen und Verfahrensweisen. Einige Verlage, die die Bezeichnung Urtext für ihre Ausgaben verwenden, wie der G. Henle Verlag, die Universal Edition, der Bärenreiter-Verlag oder die Edition Peters, geben Rechenschaft über die editorischen Entscheidungen und die verwendeten Quellen. Oft wird der kritische Apparat in Einzelausgaben weggelassen und auf die entsprechende Gesamtausgabe oder Internetangebote des Verlages hingewiesen.